# Шукачі (фільм, 1956, США)
Шукачі (англ. The Searchers) — американський вестерн 1956 року режисера Джона Форда. Екранізація однойменного роману Алана ле Мея про події техасько-індіанських воєн, який вийшов у 1954 році.
Кінострічка входить до списку 100 найкращих американських фільмів за 100 років за версією AFI. У 1989 році фільм внесли до Національного реєстру фільмів для зберігання в Бібліотеці Конгресу через його культурне, історичне або естетичне значення.

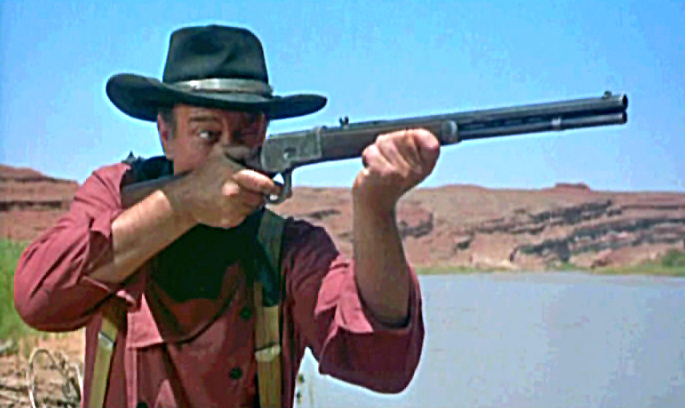
Джон Вейн. Сцена з фільму

## Сюжет
У 1868 році колишній офіцер конфедерації Ітан Едвардс (Джон Вейн) повертається з громадянської війни в Техасі до ранчо свого брата Аарона, який живе з дружиною Мартою, їхніми двома дочками Люсі та Деббі (Наталі Вуд), молодшим сином Беном та їхнім усиновленим Мартином (Джефрі Гантер). Етан Едвардс сподівається тут знайти свій дім і родину та бути поруч із жінкою, яку він таємно любить.

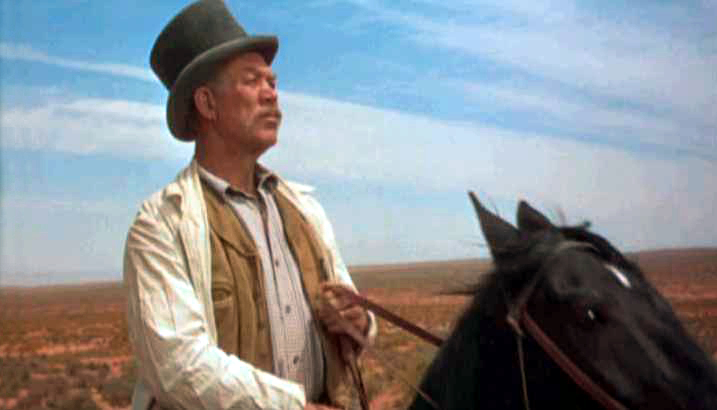
Ворд Бонд у фільмі

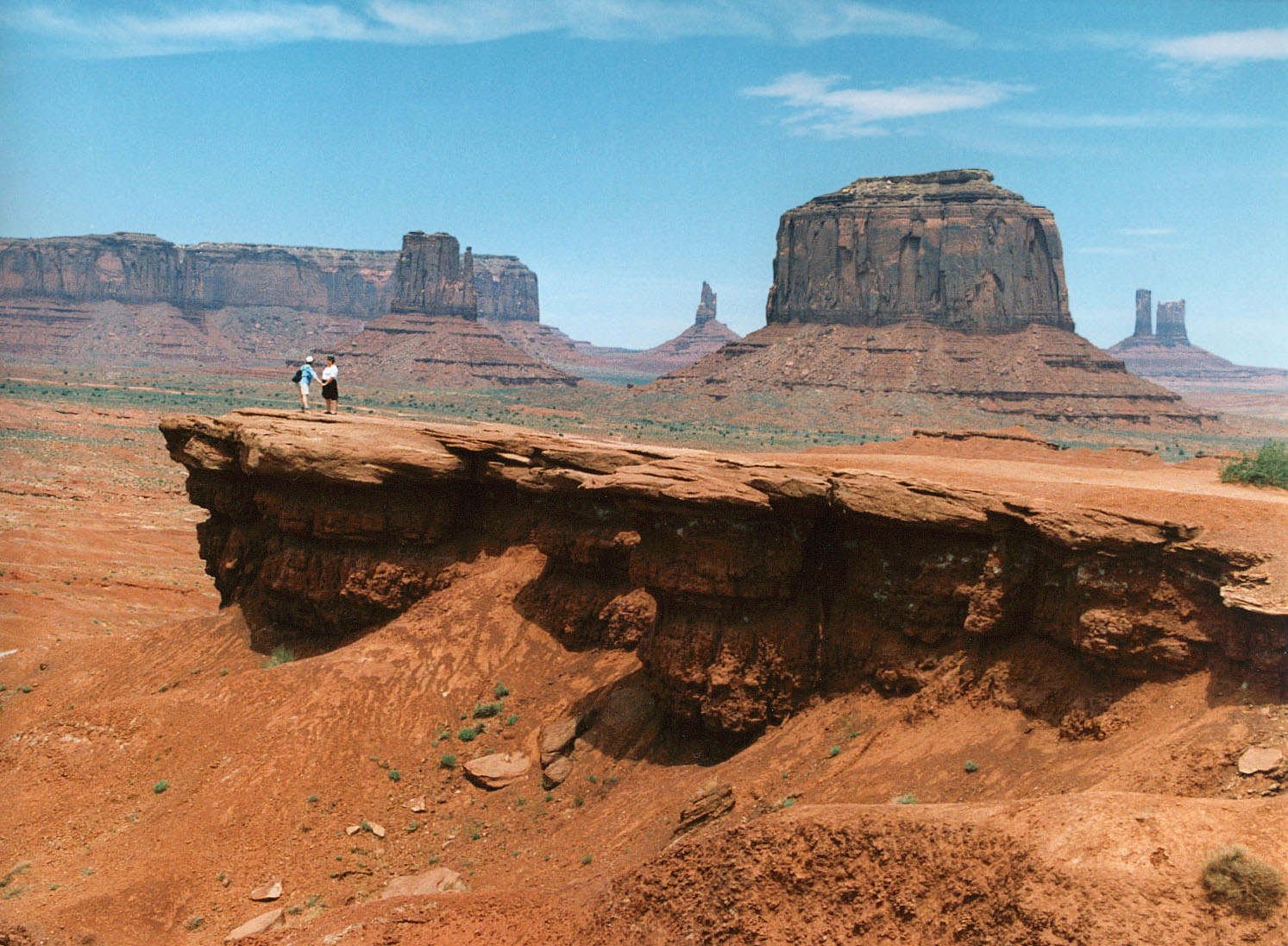
Долина пам'ятників,
де Джон Форд зняв дев'ять фільмів

Наступного дня превеле́бний капітан Клейтон (Ворд Бонд) прибуває до ранчо, щоб забрати Аарона та Мартина в погоню за бандою викрадачів худоби. Етан Едвардс приєднується до групи переслідувачів замість брата Аарона. Насправді злодіями були команчі, та їх цікавила не худоба, вони хотіли виманити білих чоловіків подалі від ранчо. Коли настала ніч, індіанці спалили будинок, вбили сім'ю та викрали двох дочок.
Етан Едвардс з Мартином вирушають на пошуки дівчат викрадених індіанцями, які тривали п'ять років.

## Ролі виконують
- Джон Вейн — Ітан Едвардс
- Джефрі Гантер — Мартин Повлі
- Віра Майлз — Лорі Йоргенсен
- Ворд Бонд — превеле́бний капітан Семюел Джонсон Клейтон
- Наталі Вуд — Деббі Едвардс
- Антоніо Морено — Еміліо Габрієль Фернандес і Фігероя
- Патрік Вейн[en] — лейтенант Грінгілл

## Навколо фільму

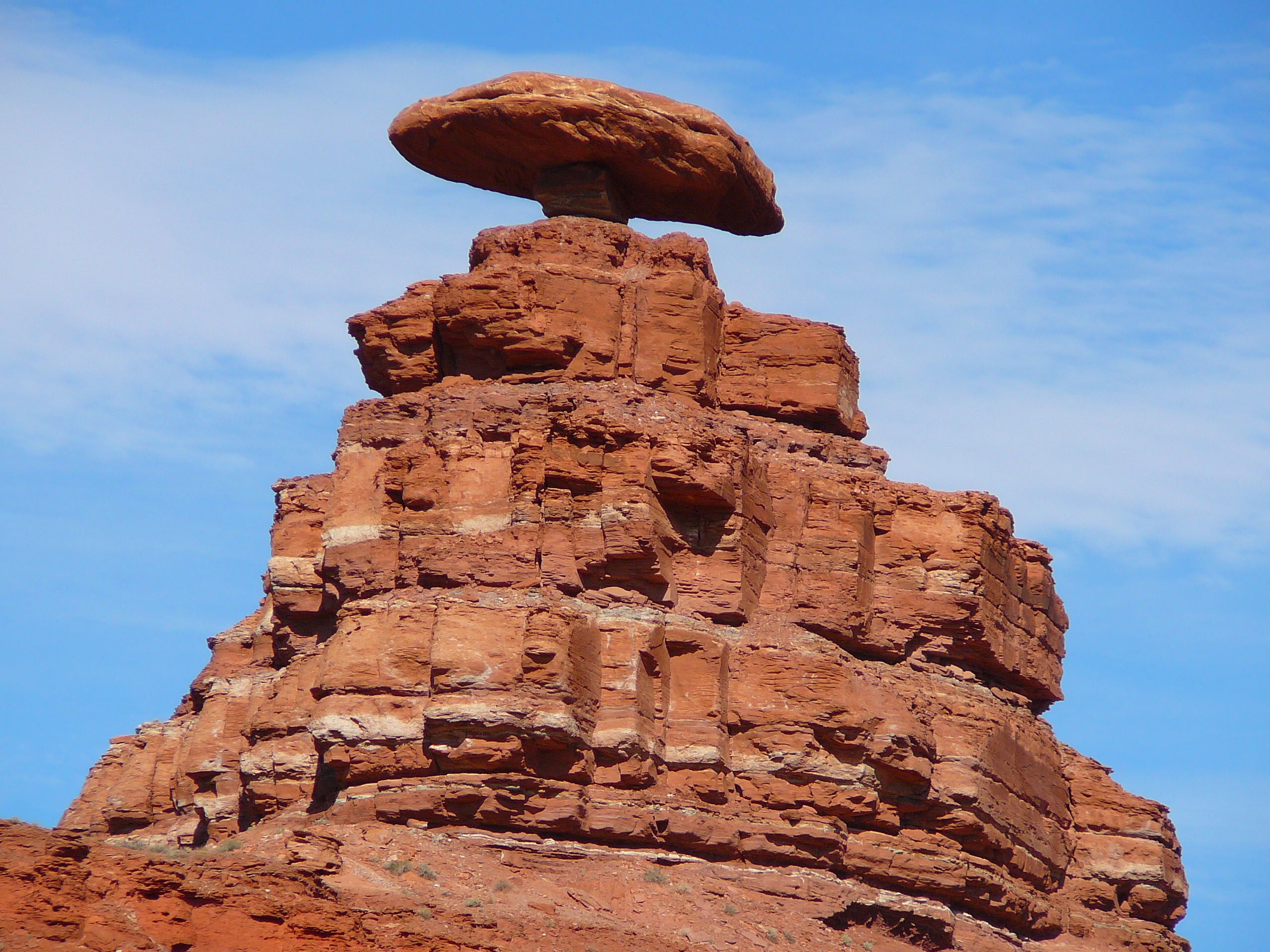
Скала
«Мексиканський капелюх»

- Натурні зйомки відбувалися в Долині пам'ятників, біля Аспена в штаті Колорадо. Долина пам'ятників, де Джон Форд зняв свої дев'ять фільмів, лежить на кордоні між американськими штатами Юта та Аризона. Тут, з участю Джона Вейна, він знімав такі фільми, як «Диліжанс» (1939) та «Шукачі» (1956). Окремі сцени були зняті біля «Мексиканського капелюха» у штаті Юта, у Каньйоні Бронсона[en], у парку Гріффіта в Лос-Анджелесі та в провінції Альберта в Канаді.

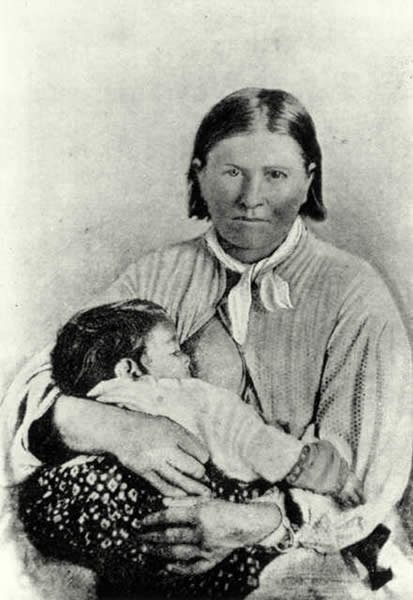
Синтія Енн Паркер. 1860

- Фільм заснований на однойменному романі 1954 року Алана ле Мея, який особисто дослідив 64 випадки викрадення дітей індіанцями. Вважається, що прототипом персонажу Деббі була Синтія Енн Паркер, дев'ятирічна дівчина, викрадена індіанцями, які штурмували її будинок у Форт-Паркері[en], штат Техас. Вона прожила 24 роки з кома́нчами, одружилася з вождем і мала трьох дітей, одним з яких був відомий вождь індіанського племені команчів — Куана Паркер (1845—1911). Її дядько Джеймс В. Паркер провів вісім років свого життя у пошуках і знайшовши її, як Етан у фільмі. Нарешті вона була звільнена, проти своєї волі, під час нападу, досить схожого на той, що описаний у фільмі.[1]
- Однин з перших, хто оцінив фільм «Шукачі» як шедевр, був майбутній кінорежисер Жан-Люк Годар. У 1959 році в нарисі для журналу «Кінозошити» Годар порівняв закінчення фільму з «Улісом, який з'єднався з Телемахом»;[1] у 1963 році він назвав кінострічку четвертим за значимістю американським звуковим фільмом.[2]

## Нагороди

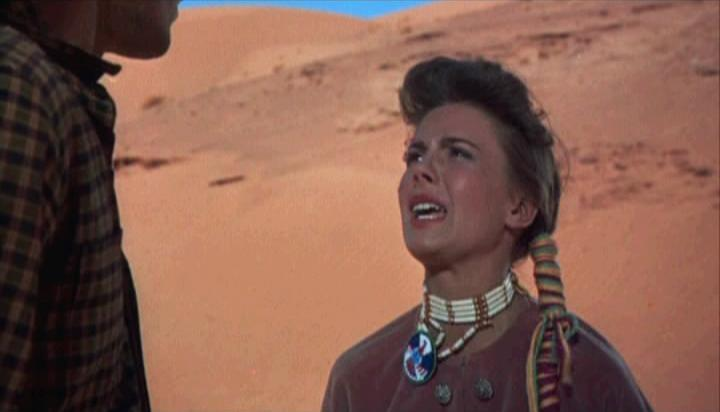
Наталі Вуд у фільмі

- 1958 — Премія «Золотий глобус» Голлівудської асоціації іноземної преси:
  - за найкращу чоловічу роль серед початківців — Патрік Вейн[en]
- 2007 — Визнання Американського інституту кіномистецтва:
  - 100 найкращих американських фільмів за 100 років за версією AFI — #12
- 2008 — Фільм увійшов до списку «100 найбільших фільмів усіх часів» французького кіножурналу «Кінозошити» — одного з найвпливовіших і найшанованіших кіновидань у світі. — #10[3]
- 2019 — У списку «1000 найбільших фільмів» кінострічка «Шукачі» зайняла 9-те місце[4]